# Thibaud ou les Croisades
Thibaud ou les Croisades est une série télévisée française en 26 épisodes de 26 minutes, créée par France Bennys et Henri Colpi, réalisée par Joseph Drimal et diffusée entre le 2 novembre 1968 et le 28 décembre 1969 sur la première chaîne de l'ORTF.
Au Québec, la série a été diffusée à partir du 8 juin 1969 sur Radio-Canada.

## Synopsis
Cette série met en scène les aventures de Thibaud, surnommé le chevalier blanc, fils d'un baron chrétien et d'une mère arabe, dans la Palestine de l´époque des croisades.

## Distribution
- André Lawrence : Thibaud
- Raymond Meunier : Blanchot
- Angelo Bardi : Douglas
- Yori Bertin : Isabelle de Coucy
- Jean-Pierre Andréani : Pierre de Coucy
- Steve Eckhardt : le roi Foulques
- Marie Sée : la reine Mélisende de Jérusalem
- Olga Georges-Picot : Sibylle d'Anjou, comtesse de Flandres
- Pierre Arditi : Ben Yacoub
- Serge Fric : Youssouf
- Robert Vattier : le sultan
- Douchka : Yasmina
- Philippe Forquet : Étienne
- Jacques Harden : le comte de Morlay, « le scorpion de Judée »
- Jean-Jacques Lagarde : Guillaume, le pèlerin
- Metahni : le baron Gerbert, chef des Templiers
- Moheddine Mrad : le sheikh Hussein
- Marie-Christine Delfin : Cécile de Rochefort
- François Moro-Giafferi : Hugues II du Puiset, comte de Jaffa
- Tom Whitehead : Raymond, comte de Poitiers et d'Antioche
- M. El Hedi ben Saad : l'esclave nubien
- Mohamed Kouka : Zengi
- Alexandre Rignault : le baron cupide
- Yvonne Clech : Féicité
- Marc Dudicourt : Gourcy
- Michèle Grellier : Alix de Méricourt
- Dominique Blondeau : Frédéric de Méricourt
- Jean Hilpin : le comte de Méricourt
- Pierre Koulak : Kadour
- Hervé Jolly : Roger, fils du baron Huguenin
- Anne Lauriault : Jeanne, fille du baron Huguenin
- Charles Moulin : le baron Huguenin
- Albert Medina : Paul de Mons
- Vania Vilers : Guillaume de Mons
- Marpessa Dawn : Laïla
- Jacques Seiler : le chef turc
- Marco Perrin : le marchand génois
- Éliette Gensac : Ingela
- Marcel Guido : Aymon d'Aurillac

Dans les treize premiers épisodes, l'acteur canadien André Lawrence est doublé par Vincent Davy.

## Fiche technique
Le scénario a bénéficié de la collaboration de Philippe Verro, René Ehni (6 épisodes, 1968-1969), Rachel Fabien (6 épisodes, 1968-1969), Antoine Tudal (5 épisodes, 1968-1969), Bernard Dabry (5 épisodes, 1969), André Var (3 épisodes, 1969), Henri Colpi (2 épisodes, 1969), Robert Mazoyer.
Pour l'essentiel, les tournages extérieurs ont été effectués au Maroc et en Tunisie. Certains extérieurs ont été tournés en France, à Aigues-Mortes et au Grau-du-Roi (Gard) ainsi qu'au cirque de Mourèze et au château d'Aumelas (Hérault).
- Générique : Georges Delerue
- Cascades et combats : Raoul Billerey
- Directeur de la photographie : Jean-Jacques Guyard

## Épisodes

### Première saison (1968-1969)
1. Étienne
2. L'Appel du désert
3. Autour d'un point d'eau
4. Sybille et Thibaud
5. Les Pillards
6. Le Scorpion
7. Le Seigneur du Hauran
8. Pour les beaux yeux d'Isabelle
9. Safed
10. Hugues de Puiset
11. La Rançon
12. Le Prisonnier de Zengi
13. Les Trois Marchands

### Deuxième saison (1969)
1. Le Crime du Templier
2. La Châtelaine du Ruisseau
3. Les Deux Croix
4. Le Rocher de la Chrétienne
5. L'Ermite
6. Le Manteau blanc
7. Le Marin de Gênes
8. Le Trésor de la Mer Morte
9. La Course de Tripoli
10. Par le Fer et par le Feu
11. Le Chevalier noir
12. Les Pèlerins
13. Le Mariage de Blanchot

(source : jaquettes DVD)